# ماركو سيزار خايمي جونيور
ماركو سيزار خايمي جونيور (بالإنجليزية: Marco Cesar Jaime Jr.)‏ هو لاعب كرة قدم أمريكي في مركز الدفاع، ولد في 20 يناير 1995 في لاس فيغاس في الولايات المتحدة. لعب مع نادي لاس فيغاس لايتس.